# Филиштинский, Игорь Дмитриевич
 Игорь Дмитриевич Филиштинский  (31 мая 1958, Бар) — советский волейболист, известный украинский волейбольный тренер. Связующий. Мастер спорта СССР по волейболу. Заслуженный тренер Украины (2000).

## Биография
Карьера игрока: 1974—1978 — СКА (Винница), 1978—1986, 1987—1988 — «Политехник» (Одесса), 1986—1987 — «Динамо» (Ворошиловград). Серебряный призёр Универсиады 1985. Бронзовый призёр Спартакиады народов СССР 1983. Обладатель малых золотых медалей первенства СССР среди команд 1-й лиги 1978.
Карьера тренера: 1988—1990 — «Медин»/«Январка» (Одесса), тренер по науке; 1990—2006 — «Январка»/«Краян»/«Динамо-Дженестра»/«Дженестра» /«Джинестра», главный тренер; 2007—2008 — «Стинол» (Липецк, Россия), главный тренер; 2008—2009 — «Импульс-ВАЭС» (Волгодонск, Россия), главный тренер; 2009—2010 — «Протон» (Балаково, Россия), главный тренер; 2010 (июль — декабрь) — «Автодор-Метар» (Челябинск, Россия), главный тренер.
Четырёхкратный чемпион Украины (2001, 2002, 2003, 2004), четырёхкратный обладатель Кубка Украины (1994, 2001, 2002, 2003), серебряный призёр чемпионата Украины 1996, 2000, бронзовый призёр чемпионата Украины 1993, 1997, 1999. Бронзовый призёр Кубка топ-команд Европы 2001. Победитель чемпионата России среди команд высшей лиги «А» в сезоне 2009/10. Возглавлял национальную сборную Украины (1996—1998), (2003—2005). Наивысшее достижение — 7-е место в финале чемпионата Европы 1997.
Возглавлял студенческую сборную Украины (2005). Наивысшее достижение — 5-е место на Всемирной Универсиаде 2005.
Тренер сборной Украины (1995—1996). Выход в финальную часть Олимпийских игр 1996.
Начал заниматься волейболом в городе Бар (первый тренер — Валентин Скорыч). Через некоторое время попал к другому тренеру — Михаилу Лазебнику, у которого также занимался выдающийся в будущем советский волейболист Александр Сороколет. С ним сведёт его судьба позже в одесском «Политехнике». Своим кумиром Филиштинский называет также связующего, олимпийского чемпиона и двукратного чемпиона мира Вячеслава Зайцева. Отличался от всех ведущих связующих техникой выполнения верхней передачи "от живота". На уровне команд мастеров дебютировал в первой лиге чемпионата СССР в составе СКА (Винница), а в 1978 по приглашению возглавлявшего одесский «Политехник» Виктора Михальчука оказался в Одессе, где отыграл в течение девяти сезонов. В 1985 году был близок к получению звания мастера спорта СССР международного класса, но в финале Всемирной Универсиады сборная СССР проиграла сборной Японии со счётом 2:3.
В 1988 году, вскоре после завершения игровой карьеры, получил приглашение из «Медина» поработать на должности тренера по науке. В сезоне 1989/90, когда команда находилась в «зоне вылета» (2 очка в 17 матчах), 31-летнему Филиштинскому доверили пост главного тренера (вместо Михаила Вязовского). Дебют в этой роли состоялся 17—18 февраля в Москве в выездных матчах с ЦСКА — одним из конкурентов в борьбе за спасительное 10-е место. Одесситки победили — 3:1 и 3:2, одержав, таким образом, в этих матчах ровно столько же побед, сколько в предыдущих семнадцати. Столь же напряженными получились и домашние игры с ЦСКА. Для выявления победителя потребовалось максимальное количество партий, и в обоих матчах удача оказалась на стороне одесситок, причем во второй день они проигрывали по ходу 0:2. В итоге, одержав 11 побед в 14 матчах под руководством молодого специалиста, «Медин» набрал 13 очков и опередил армейскую команду благодаря преимуществу в личных встречах. Летом сборная Одесской области под руководством Филиштинского выиграла Спартакиаду народов Украины, а со следующего сезона он возглавил женскую клубную команду Одессы и руководил ею на протяжении 16 лет. Первый большой успех тренера на этом посту — победа в Кубке Украины 1994 года. Тогда в финале, проходившем в Черкассах 15 мая, «Динамо-Дженестра» обыграла луганскую «Искру» — 3:1 (15:8, 10:15, 15:12, 15:7). Всего же за 15 сезонов выступлений в национальном чемпионате Украины команда под его руководством завоевала 12 комплектов наград и четырежды выигрывала Кубок Украины.
С 2007 года работал в российском волейболе. Наивысшее достижение — победа «Протона» (Балаково) в высшей лиге «А» сезона 2009/10 и выход в Суперлигу. С июля по декабрь 2010 года работал главным тренером команды элитного российского дивизиона «Автодор-Метар». После 6 туров чемпионата, когда команда занимала 6-е место, по обоюдному согласию контракт был расторгнут.
В сезоне-2011/12 работал в Азербайджане, в фарм-клубе «Локомотива» (Баку) команде «Локомотив-Баладжары», который так же, как и основная команда, выступал в Суперлиге.
В сезоне-2012/13 возглавил запорожскую «Орбиту-ЗТМК-ЗНУ», которая вернулась в Суперлигу после сезона в высшей лиге. Привел команду к завоеванию бронзовых медалей чемпионат Украины после шестилетнего перерыва.
В сезоне-2013/14 «Орбита-ЗТМК-ЗНУ» под его руководством финишировала третьей в Кубке Украины. Кроме того, команда приняла участие в Кубке ЕКВ, где в 1/16 финала по итогам двух матчей (3:1 — в гостях, 2:3 — дома) обыграла «Верт» (Нидерланды), а потом уступила одной из сильнейших европейских команд — «Фенербахче» (Турция) — 0:3, 0:3. По итогам 1-го этапа чемпионата Украины «Орбита-ЗТМК-ЗНУ» заняла 3-е место, продолжая оставаться в числе претендентов на награды.